# Medalles del Cercle d'Escriptors Cinematogràfics de 1957
La cerimònia de lliurament de les medalles del Cercle d'Escriptors Cinematogràfics de 1957 va tenir lloc el 22 d'abril de 1958. Va ser el tretzè lliurament de aquestes medalles atorgades per primera vegada dotze anys abans pel Cercle d'Escriptors Cinematogràfics (CEC). Els premis tenien per finalitat distingir als professionals del cinema espanyol i estranger pel seu treball durant l'any 1957. La cerimònia es va celebrar a l'Hotel Castellana Hilton i va ser presidida per José María Muñoz Fontán, director general de cinematografia i teatre. Van intervenir també el Cap del Sindicat Nacional de l'Espectacle, Gómez Ballesteros, i la cantant Mikaela.
Es van lliurar els mateixos vint-i-dos premis que en l'edició anterior. Les medalles van estar molt repartides en aquesta ocasió, si bé el film ... Y eligió el infierno va obtenir els de millor pel·lícula, director i fotografia en blanc i negre.

## Llista de medalles
| Categoria                                                  | Premi                              | Labor premiada             |
| ---------------------------------------------------------- | ---------------------------------- | -------------------------- |
| Millor pel·lícula                                          | ... Y eligió el infierno           | pel·lícula                 |
| Millor director                                            | César Fernández Ardavín            | ... Y eligió el infierno   |
| Millor actriu principal                                    | Sara Montiel                       | El último cuplé            |
| Millor actor principal                                     | Francisco Rabal                    | Amanecer en puerta oscura  |
| Millor actriu secundària                                   | Mari Carmen Díaz de Mendoza        | Madrugada                  |
| Millor actor secundari                                     | Jesús Tordesillas                  | La guerra empieza en Cuba  |
| Millor fotografia en blanco i negre                        | Manuel Berenguer                   | ... Y eligió el infierno   |
| Millor fotografia en color                                 | José Fernández Aguayo              | El último cuplé            |
| Millor música                                              | Salvador Ruiz de Luna              | La guerra empieza en Cuba  |
| Millors decorats                                           | Antonio Simont                     | Un ángel pasó por Brooklyn |
| Millor argument original                                   | Luis Lucas José Gallardo           | El maestro                 |
| Millor guió                                                | José Antonio de la Loma            | Manos sucias               |
| Millor labor literària                                     | Alfonso Sánchez                    |                            |
| Millor pel·lícula estrangera                               | La Strada                          | pel·lícula                 |
| Premi Jimeno                                               | José Antonio de la Loma (Director) | Las manos sucias           |
| Millor labor periodística                                  | Pío García Viñolas                 |                            |
| Millor llibre                                              | Mecánica del guion cinematográfico | De José Luis Barbero       |
| Premi especial a actriu estrangera en pel·lícula espanyola | Zully Moreno                       | Madrugada                  |
| Premi especial a actor estranger en pel·lícula espanyola   | Aldo Fabrizi                       | El maestro                 |
| Millor curtmetratge                                        | Goya                               | De José Ochoa              |
| Millor actriu estrangera                                   | Giulietta Masina                   | La Strada                  |
| Millor actor estranger                                     | O. W. Fischer                      | El rey loco                |